# Ransford Osei
Pour les articles homonymes, voir Osei.
Ransford Osei, né le 5 décembre 1990, est un footballeur international ghanéen. Il joue au poste d'attaquant.

## Biographie

### En club
Ransford commence sa carrière au Ghana au Kessben F.C. où il commence très tôt le football. Le 28 février 2008, il rejoint le club polonais du Legia Varsovie. Au départ pour un prêt de six mois, puis avec une éventuelle option d'achat mais malheureusement la FIFA bloque le transfert pour des problèmes de permis de travail (Osei était âgé de moins de 18 ans).
Donc Osei reste au Ghana, mais pas pour longtemps puisqu'il signe au club Israélien du Maccabi Haïfa en juillet 2008, mais depuis six mois au club il n'a toujours pas disputé la moindre minute avec son nouveau club. En juillet 2009, il est prêté au FC Twente. En août 2010, Après une année vierge, il est de nouveau prêté en deuxième division espagnole à Grenade CF.
En juillet 2011, après deux prêts sans jouer, et des blessures à répétition, Ransford Osei se retrouve sans club et fait un essai en Afrique du Sud à Bloemfontein Celtic.

### En équipes nationales
Ransford commence sa carrière internationale durant la Coupe du monde des moins de 17 ans en 2007. Il réalise un très bon tournoi avec le Ghana en terminant 4e, il est le 2e meilleur buteur du tournoi avec 6 buts.
Le 13 novembre 2007, Claude Le Roy le sélectionneur du Ghana l'appelle pour son 1er avec les A en match amical contre le Togo  sans toutefois rentrer en jeu.
En 2009, avec les moins de 20 ans ghanéens il participe à la Coupe d'Afrique des nations junior, il réalise également un très bon tournoi en amenant le Ghana en finale avec 7 buts.

## Palmarès

### En sélection nationale
| - Ghana -17 ans - Coupe d'Afrique des nations des moins de 17 ans - Troisième : 2007 (1 match pour 1 but) . - Coupe du monde des moins de 17 ans - Quatrième : 2007 (7 matchs pour 6 buts). | - Ghana -20 ans - Coupe d'Afrique des nations junior - Vainqueur : 2009 (5 matchs, 7 buts). - Coupe du monde - 20 ans - Vainqueur : 2009 (7 matchs, 4 buts). |

### En club
| - Maccabi Haïfa - Championnat d'Israël - Champion : 2009. |

| - Asante Kotoko - Championnat du Ghana : - Champion : 2012. |

### Distinctions personnelles
- 2007 : Deuxième meilleurs buteurs de la Coupe du monde des moins de 17 ans avec le Ghana (6 buts).
- 2009 : Meilleur buteur de la CAN - 20 ans avec le Ghana (7 buts).

## Statistiques
| Saison    | Club              | Championnat | Championnat | Championnat | Coupe(s) nationale(s) | Coupe(s) nationale(s) | Sélection     | Sélection | Sélection | Total | Total |
| Saison    | Club              | Division    | M.          | B.          | M.                    | B.                    | Équipe        | M.        | B.        | M.    | B.    |
| 2006-2007 | Kessben FC        | 2           | 4           | 0           | -                     | -                     | Ghana -17 ans | 1         | 1         | 5     | 1     |
| 2007-2008 | Kessben FC        | 1           | 11          | 0           | -                     | -                     | Ghana -17 ans | 7         | 6         | 18    | 6     |
| 2008-2009 | Kessben FC        | 1           | 15          | 3           | -                     | -                     | -             | -         | -         | 15    | 3     |
| 2008-2009 | Maccabi Haïfa     | 1           | 11          | 1           | 6                     | 1                     | Ghana -20 ans | 5         | 7         | 22    | 9     |
| 2009-2010 | FC Twente (prêt)  | 1           | 0           | 0           | 0                     | 0                     | Ghana         | 1         | 0         | 1     | 0     |
| 2010-2011 | Grenade CF (prêt) | 2           | 0           | 0           | 0                     | 0                     | Ghana         | 1         | 0         | 1     | 0     |